# Musurgina laeta
Musurgina laeta là một loài bướm đêm trong họ Noctuidae.